# Милан Богићевић
Милан Богићевић (Шабац, 6. март 1840 — Беч, 22. јун 1929) био је српски правник, дипломата и политичар.

## Биографија
Рођен је у Шапцу као син потпуковника Милоша Богићевића, шабачког окружног начелника и касније председника београдске општине и Анђелије, рођене Лукачевић. Био је унук војводе Анте Богићевића. Његова браћа су били генерал и министар војни Антоније Богићевић, министар грађевина и председник београдске општине Михаило Богићевић.
Завршио је правне науке и почео дипломатску каријеру као секретар Српског заступништва у Цариграду 1868, а прекинуо 1872, поставши секретар кнеза Милана.
У дипломатску службу, као посланик у Бечу и Берлину, враћао се у неколико наврата. Био је министар правде (1874—75), три пута министар иностраних послова (1875, 1883—84 и 1894—95), касациони судија (1879—83) и члан Државног савета (1902—08). Иако више чиновник него политичар Богићевић је важио као бранилац курса наслањања српске спољне политике на Аустроугарску и био изразит антирадикал.
Био је ожењен Перком, кћерком Михаила Барловца. Имали су сина Милоша Богићевића, доктора правних наука. Умро је у Бечу и сахрањен на Новом гробљу у Београду. Делфа Иванић Милановог сина Милоша наводи као издајника своје отаџбине, који се свесно ставио у службу непријатеља. У мају или јуну 1938. је позван из Беча у Берлин, где је на превару убијен у тоалету једне берлинске кафане.